# Рекс Стаут
Ре́кс Тодга́нтер Ста́ут (англ. Rex Todhunter Stout; 1 грудня 1886, Ноблсвілл — 27 жовтня 1975) — американський письменник, автор детективних романів, творець циклу романів про Ніро Вульфа.

## Біографія
Рекс Стаут народився у місті Ноблсвілл, штат Індіана 1 січня 1886 р. Його батьки Джон Уоллес Стаут та Люсетта Елізабет Тодхантер Стаут були квакерами. Незабаром після народження Рекса Стаута їх родина переїхала до Канзасу.
У чотирирічному віці Стаут двічі прочитав Біблію, а у тринадцять років став чемпіоном штату з правопису. Стаут навчався у вищій школі Топеки, штат Канзас. Навчався у Канзаському університеті, але так його й не закінчив.
У період з 1906 по 1908 Стаут служив у військово-морських силах США (юнгою на яхті президента США Теодора Рузвельта). У 1916 році Стаут одружився з Фей Кеннеді, з якої розійшовся в 1932 році. 21 грудня 1932 року Рекс Стаут вдруге одружився з відомою американською дизайнеркою Полою Гофман. Цивільна церемонія пройшла в його будинку, Хай Мідоув (англ. High Meadow).
Займався журналістикою. Рекс Стаут створив асоціацію з фінансування шкіл, яка допомогла навчанню приблизно двох мільйонів дітей. Як голова цієї доброчинної організації вирушив у тривалу подорож до Європи. Десять років віддав готельному бізнесу — від рядового працівника до керуючого готелем.
Майже усе життя займався суспільною діяльністю у галузі літератури та культури. У 1958 р. був президентом Товариства письменників детективного жанру Америки.
Стаут був одним із багатьох письменників у переліку особистих ворогів голови ФБР — Едгара Гувера, що знайшов журналіст Герберт Мітґанґ для своєї книжки «Небезпечні досьє», 1988. Досьє на Стаута у ФБР налічувало близько 300 сторінок. У 1965 році Стаут написав роман «Дзвінок у двері» («The Doorbell Rang»), у якому Ніро Вульф перемагає у сутичці з ФБР.

## Письменницька діяльність
Літературна кар'єра Стаута розпочалася у 1910-х роках. У 1929 році було опубліковано його першу книжку «Подібний до бога» (англ. How Like a God), психологічний роман, написаний від другої особи. Першою книгою Стаута про Ніро Вульфа та Арчі Гудвіна став роман «Вістря списа» (англ. Fer-de-Lance), 1934.

### Серія про Ніро Вульфа

#### Романи
| Рік виходу | Назва                                         | Оригінальна назва                  |
| ---------- | --------------------------------------------- | ---------------------------------- |
| 1934       | Вістря списа                                  | англ. Fer-de-Lance                 |
| 1935       | Ліга переляканих чоловіків                    | англ. The League of Frightened Men |
| 1936       | Знову вбивати                                 | англ. The Rubber Band              |
| 1937       | Червона скринька                              | англ. The Red Box                  |
| 1938       | Надто багато кухарів                          | англ. Too Many Cooks               |
| 1938       | Там, де Цезар стікав кров'ю                   | англ. Some Buried Caesar           |
| 1939       | Через мій труп                                | англ. Over My Dead Body            |
| 1940       | Заповіт                                       | англ. Where There's a Will         |
| 1946       | Оратор, що змовк                              | англ. The Silent Speaker           |
| 1947       | Надто багато жінок                            | англ. Too Many Women               |
| 1947       | І бути негідником                             | англ. And Be a Villain             |
| 1949       | Друге зізнання                                | англ. The Second Confession        |
| 1950       | У найкращих родинах                           | англ. In the Best Families         |
| 1951       | Вбивство за книжкою                           | англ. Murder by the Book           |
| 1952       | Гра у бари                                    | англ. Prisoner's Base              |
| 1952       | Золоті павуки                                 | англ. The Golden Spiders           |
| 1954       | Чорна гора                                    | англ. The Black Mountain           |
| 1955       | Не пізніше півночі                            | англ. Before Midnight              |
| 1956       | Знають відповідь орхідеї Все почалося в Омасі | англ. Might As Well Be Dead        |
| 1957       | Якщо б смерть спала                           | англ. If Death Ever Slept          |
| 1958       | Келих шаманського                             | англ. Champagne for One)           |
| 1959       | Пишіть самі                                   | англ. Plot It Yourself             |
| 1960       | Надто багато клієнтів                         | англ. Too Many Clients             |
| 1961       | Остаточне рішення                             | англ. The Final Deduction          |
| 1962       | Гамбіт                                        | англ. Gambit                       |
| 1963       | Полювання за матір'ю                          | англ. The Mother Hunt              |
| 1964       | Право померти                                 | англ. A Right to Die               |
| 1965       | Дзвінок у двері                               | англ. The Doorbell Rang            |
| 1966       | Смерть коханки                                | англ. Death of a Doxy              |
| 1968       | Полювання за батьком                          | англ. The Father Hunt              |
| 1969       | Смерть франта                                 | англ. Death of a Dude              |
| 1973       | Будь ласка, звільніть від гріха               | англ. Please Pass the Guilt        |
| 1975       | Сімейна справа                                | англ. A Family Affair              |

#### Повісті
| Рік виходу | Назва                         | Оригінальна назва                     |
| ---------- | ----------------------------- | ------------------------------------- |
| 1940       | Гіркий кінець                 | англ. Bitter End                      |
| 1941       | Чорні орхідеї                 | англ. Black Orchids                   |
| 1942       | З сумом сповіщаємо            | англ. Cordially Invited to Meet Death |
| 1942       | Недостатньо мертвий           | англ. Not Quite Dead Enough           |
| 1944       | Смертельна пастка             | англ. Booby Trap                      |
| 1945       | Потрібен чоловік              | англ. Help Wanted, Male               |
| 1946       | Замість доказу                | англ. Instead of Evidence             |
| 1947       | Перш ніж я помру              | англ. Before I Die                    |
| 1947       | Покійник що ожив              | англ. Man Alive                       |
| 1948       | Куля для боса Куля для одного | англ. Bullet for One                  |
| 1948       | Привід для вбивства           | англ. Omit Flowers                    |
| 1949       | Пістолет з крилами            | англ. The Gun with Wings              |
| 1949       | Двері до смерті               | англ. Door to Death                   |
| 1950       | Маска для вбивства            | англ. Disguise for Murder             |
| 1951       | Вбивство поліцейського        | англ. The Cop-Killer                  |
| 1951       | Не рий іншому яму             | англ. Home to Roost                   |
| 1952       | Запрошення до вбивства        | англ. Invitation to Murder            |
| 1952       | Нахаба та мавпа               | англ. The Squirt and the Monkey       |
| 1952       | Знак зеро                     | англ. The Zero Clue                   |
| 1953       | Це вас не вб'є                | англ. This Won't Kill You             |
| 1954       | Наступний свідок              | англ. The Next Witness                |
| 1954       | Коли людина вбиває            | англ. When a Man Murders              |
| 1955       | Помри як собака               | англ. Die like a Dog                  |
| 1955       | Імунітет до вбивства          | англ. Immune to Murder                |
| 1955       | Вікно до смерті               | англ. Window for Death                |
| 1956       | Різдвяна вечірка              | англ. Christmas Party                 |
| 1956       | Великодній парад              | англ. Easter Parade                   |
| 1956       | Забагато детективів           | англ. Too Many Detectives             |
| 1957       | Святковий пікнік              | англ. Fourth of July Picnic           |
| 1957       | Вбивство — не жарт            | англ. Murder is No Joke               |
| 1958       | Пастка для вбивці             | англ. Frame-Up for Murder             |
| 1960       | Третій метод для вбивства     | англ. Method Three for Murder         |
| 1960       | Отрута в меню                 | англ. Poison a la Carte               |
| 1960       | Вбивство на родео             | англ. The Rodeo Murder                |
| 1961       | Підробка для вбивства         | англ. Counterfeit for Murder          |
| 1961       | Смерть демона                 | англ. Death of a Demon                |
| 1961       | Вийшов місяць з туману        | англ. Eeny Meeny Murder Mo            |
| 1961       | Вбий зараз — заплатиш потім   | англ. Kill Now — Pay Later            |
| 1963       | Кров розповість               | англ. Blood Will Tell                 |
| 1963       | Банальне вбивство             | англ. Murder is Corny                 |
| 1964       | Напад на маєток               | англ. Assault On a Brownstone         |

#### Публіцистика
| Рік виходу | Назва                       | Оригінальна назва         |
| ---------- | --------------------------- | ------------------------- |
| 1973       | Кухарська книга Ніро Вульфа | англ. Nero Wolfe Cookbook |

### Інші детективи

#### Інспектор Крамер
| Рік виходу | Назва         | Оригінальна назва |
| ---------- | ------------- | ----------------- |
| 1939       | Червоні нитки | англ. Red Threads |

#### Дол Боннер
| Рік виходу | Назва            | Оригінальна назва           |
| ---------- | ---------------- | --------------------------- |
| 1937       | Рука у рукавичці | англ. The Hand in the Glove |

#### Текумсе Фокс
| Рік виходу | Назва              | Оригінальна назва      |
| ---------- | ------------------ | ---------------------- |
| 1939       | Смертельний дубль  | англ. Double for Death |
| 1940       | Погано для бізнесу | англ. Bad for Business |
| 1941       | Розбита ваза       | англ. The Broken Vase  |

#### Алфабет Гікс
| Рік виходу | Назва         | Оригінальна назва         |
| ---------- | ------------- | ------------------------- |
| 1941       | Звук вбивства | англ. The Sound of Murder |

### Інші твори
| Рік виходу | Назва                | Оригінальна назва                             |
| ---------- | -------------------- | --------------------------------------------- |
| 1913       | Її заборонений лицар | англ. Her Forbidden Knight                    |
| 1914       | Авантюристка         | англ. Under the Andes                         |
| 1914       | Нагорода для принців | англ. A Prize for Princes                     |
| 1916       | Велика легенда       | англ. The Great Legend                        |
| 1929       | Подібний до Бога     | англ. How Like a God)                         |
| 1930       |                      | англ. Seed on the Wind                        |
| 1931       |                      | англ. Golden Remedy                           |
| 1931       | англ. Mr. Cinderella |                                               |
| 1933       | Лісова пожежа        | англ. Forest Fire                             |
| 1934       | Зникнення президента | англ. The President Vanishes                  |
| 1935       |                      | англ. O Careless Love!                        |
| 1939       | Гірська кішка        | англ. Mountain Cat                            |
| 1942       |                      | (англ. The Illustrious Dunderheads (редактор) |
| 1946       |                      | англ. Rue Morgue No. 1 (редактор)             |
| 1956       |                      | англ. Eat Drink and Be Buried                 |
| 1958       |                      | англ. For Tomorrow We Die                     |
| 1977       |                      | англ. Justice Ends at Home                    |

## Українські переклади
- Рекс Стаут. «Отрута в меню». — «Всесвіт» № 7-8, 2007 [Архівовано 10 серпня 2017 у Wayback Machine.]. Переклала Галина Грабовська